# Fulica caribaea
Fulica caribaea е вид птица от семейство Дърдавцови (Rallidae). Видът е почти застрашен от изчезване.

## Разпространение
Видът е разпространен в Ангуила, Антигуа и Барбуда, Аруба, Американските Вирджински острови, Бахамските острови, Барбадос, Белиз, Бермудските острови, Боливия, Британските Вирджински острови, Венецуела, Гватемала, Доминика, Доминиканската република, Канада, Кайманови острови, Колумбия, Коста Рика, Куба, Кюрасао, Мартиника, Мексико, Монсерат, Никарагуа, Панама, Пуерто Рико, Салвадор, Сейнт Китс и Невис, Сейнт Лусия, Сен Пиер и Микелон, Сейнт Винсент и Гренадини, САЩ, Търкс и Кайкос, Хаити, Хондурас и Ямайка.